# Station Dromod
Station Dromod is een spoorwegstation in Dromod in het Ierse  graafschap Leitrim. Het station ligt aan de lijn Dublin - Sligo.Volgens de dienstregeling van 2015 gaan er dagelijks zeven treinen in beide richtingen. Het station was in het verleden ook halteplaats voor een smalspoorlijn naar Belturbet in het graafschap Cavan. Een klein deel van deze lijn is bewaard gebleven en wordt gebruikt als museumspoor.